# 多角的繊維取極
多角的繊維取極（たかくてきせんいとりきめ、英: The Multi Fiber Arrangement、略称: MFA）は、1974年に発効し2005年に失効した繊維の輸入割当に関する国際的取極のこと。正式名称は繊維製品の国際貿易に関する取極（英: The Arrangement Regarding International Trade in Textiles）。

## 概要
MFAは、1973年12月20日でガット理事会で採択され、1974年1月1日に発効した。MFAの有効期限は4年（第16条）であったが、順次延長され1994年12月31日まで有効であった。

## 歴史
マハトマ・ガンディーによって開始されたスワデーシー運動におけるインドのカディ生産のように産業革命の間の繊維製造後に綿生産の源泉として開発途上国が（再）出現して以来、これらの国からの綿生産は植民地独立後に着実に増加した。 綿製品の国際貿易に関する短期取極（ジュネーブ、1961年7月21日）、綿製品の国際貿易に関する長期取極（ジュネーブ、1962年2月9日、1970年6月15日）、繊維製品の国際貿易に関する取極（MFA、1973年12月20日）は当時、途上国世界が綿繊維製品生産を自然独占しているように思われた問題に対処しようと試みた。

## 影響
MFAは、途上国世界からの輸入を先進国が調整することを可能にする短期的措置として1974年に導入された。発展途上国や福祉制度の整っていない国は、繊維生産が労働集約的であり、それらの国々の貧弱な社会保障システムがそれらの国々に低賃金を許しているため、繊維生産に比較優位がある。世界銀行や国際通貨基金は、多国間繊維協定が開発途上国全体で2700万の雇用減少をもたらしており、さらに1年あたり400億ドル分の輸出機会の喪失による損失も引き起こしていると見積もっている。開発途上国は、労働条件の改善に関税協定を結び付けようとするための、関税協定における社会的条項のような内容に抵抗していた。
MFAは発展途上国にとって必ずしも悪い取極ではなかった。例えば、欧州連合 (EU) は、バングラデシュなどの新興国からの輸入について、制限や関税を課さなかった。結果として、新興国の産業が大規模に拡大した。関税及び貿易に関する一般協定のウルグアイラウンドでは、世界貿易機関の管轄下で繊維貿易をさせることが決定された。繊維及び繊維製品（衣類を含む。）に関する協定は、MFAの下に存在していた輸入数量割当の段階的な撤廃を定めた。この過程は 2005年1月1日に完了した。しかし、多くの繊維製品には大きな関税がまだ残ったままであった。
バングラデシュは、特に中国からのより多くの競争に直面すると予想されたため、多国間繊維協定終了時に最も苦しむことが予想された。しかし、これは事実ではなかった。他の経済大国と比べても、バングラデシュの労働力は「世界のどこよりも安い」ことが判明した。小規模な工場の中には、給与の削減や一時的解雇を行っているものもあるが、ほとんどの規模縮小は本質的に投機的な行為であった。多国間繊維協定の期限が切れた後も商品の注文は継続していた。実際、バングラデシュの輸出額は2006年に約5億ドル増加した。しかし、ギリシャやポルトガルなどの先進国の中では相対的に貧しい国々は衰退すると予想されている。
2005年初めには、中国から西洋への繊維と衣料品の輸出が多くの品目で100％かそれ以上増加し、米国とEUが中国のWTO加盟協定を引用し、2008年まで年間7.5％の成長率に制限しようとした。 6月には、中国はEUとの間で3年間10％に成長率を制限することに同意した。米国とはそのような合意は得られておらず、その代わり米国は輸入増加率を7.5％とする輸入数量割当を課した。
EUがMFA失効後の輸入数量割当を発表すると、中国企業は欧州市場向けに商品の発送を急いだ。これによって短期間に1年分の輸入割当が使い果たされてしまう。その結果、2005年8月には7,500万件の輸入中国衣料品が欧州港湾で留め置かれる事態となり、イギリスの報道機関には「ブラジャー戦争」と揶揄された。トニー・ブレア首相が2005年9月初めに訪中した際に外交的に解決された。